# (3897) Louhi
(3897) Louhi est un astéroïde de la ceinture principale.

## Description
(3897) Louhi est un astéroïde de la ceinture principale. Il fut découvert le 8 septembre 1942 à Turku par Yrjö Väisälä. Il présente une orbite caractérisée par un demi-grand axe de 2,70 UA, une excentricité de 0,16 et une inclinaison de 7,1° par rapport à l'écliptique.

## Compléments